# قرار مجلس الأمن التابع للأمم المتحدة رقم 19
قرار مجلس الأمن التابع للأمم المتحدة رقم 19، المعتمد في 27 فبراير 1947، أنشا لجنة فرعية مؤلفة من ثلاثة أعضاء لدراسة جميع الحقائق المتعلقة بالنزاع بين المملكة المتحدة وألبانيا بشأن حادثة قناة كورفو ولتقديم تقرير إلى المجلس في موعد لا يتجاوز 10 مارس 1947. غرقت سفينتان بريطانيتان بسبب الألغام في المضيق في 22 أكتوبر 1946.
تم تمرير القرار بـ 8 أصوات، مع امتناع ثلاثة عن التصويت : بولندا والاتحاد السوفيتي وسوريا